# 博讷瓦兰
博讷瓦兰（法語：Bonnesvalyn）是法国皮卡第大区埃纳省的一个市镇，属于蒂耶里堡区和维莱科特雷县。该市镇2009年时的人口为236人。

## 人口
博讷瓦兰人口变化图示
| 数据来源：INSEE |